# Báo và phát thanh, truyền hình Cà Mau
Báo và Phát thanh – Truyền hình Cà Mau (tiếng Anh:Ca Mau Newspaper and Radio – Television, viết tắt: CTV) là một đài truyền hình địa phương, trực thuộc Tỉnh ủy Cà Mau.

## Lịch sử
Ngày 19 tháng 8 năm 1977, Đài Phát thanh Minh Hải chính thức phát đi chương trình thời sự đầu tiên trên sóng AM 909 Khz vào lúc 5 giờ sáng, đánh dấu sự ra đời của một loại hình báo chí mới trên mảnh đất cực Nam Tổ quốc, đó là báo phát thanh. Trong điều kiện khó khăn chung thời bấy giờ, nhưng Đài vẫn sản xuất chương trình đều đặn và có chất lượng, phục vụ đắc lực cho công tác giáo dục chính trị tư tưởng, làm cầu nối giữa Đảng với nhân dân, tạo hiệu ứng tốt trong xã hội.
Ngày 19 tháng 8 năm 1988, chính thức phát hình màu công suất 1 KW.
Năm 1997, khi Minh Hải và Cà Mau tách tỉnh, trước đây Đài PT-TH Cà Mau chỉ có nhiệm vụ đưa tin để Đài PT-TH Minh Hải phát sóng, từ khi tách tỉnh, đài đã bắt đầu phát sóng trên kênh 8 VHF, thời lượng vài tiếng một ngày.
Từ đầu những năm 2000, đài đã nâng thời lượng lên 11:30 phút/ngày, thời gian còn lại tiếp sóng kênh VTV2 của Đài Truyền hình Việt Nam trên kênh CTV8, đồng thời cũng cho ra đời kênh CTV12 (phát trên kênh 12 VHF) nhằm tăng thêm nhu cầu thông tin văn hóa giải trí cho khán giả. Những năm giữa 2000, đài bắt đầu phát sóng xuyên suốt từ 5h45 đến 24h00 một ngày, một số chương trình cũng bắt đầu xuất hiện với nhiều thể loại đa dạng, trong đó có việc khai thác phát lại các chương trình trò chơi truyền hình của Đài Truyền hình Việt Nam (VTV3) và HTV.
Từ năm 2009, 2 kênh CTV8 và CTV12 được đổi tên thành CTV1 và CTV2. Trong những năm đầu 2010s, đài bắt đầu phát sóng kênh CTV1 trên vệ tinh Vinasat, đồng thời nâng thời gian phát sóng lên 24/24h.
Năm 2017, Đài PT-TH Cà Mau dừng phát sóng trên hệ truyền hình mặt đất analog do Lộ trình số hóa của Chính phủ.
Ngày 1 tháng 1 năm 2020, đài ngừng phát sóng trên vệ tinh Vinasat 1.
Ngày 19 tháng 8 năm 2022, nhân dịp lễ kỷ niệm 45 năm thành lập Đài Phát thanh – Truyền hình Cà Mau (19/08/1977 – 19/08/2022).
Ngày 1 tháng 6 năm 2025, Tỉnh ủy Cà Mau ban hành Quyết định về việc thành lập Báo và Đài Phát thanh – Truyền hình Cà Mau trên cơ sở hợp nhất Báo Cà Mau và Đài Phát thanh – Truyền hình Cà Mau.
Ngày 1 tháng 7 năm 2025, Báo và Đài Phát thanh – Truyền hình Cà Mau hợp nhất với Báo và Đài Phát thanh – Truyền hình Bạc Liêu thành Báo và Phát thanh – Truyền hình Cà Mau.

## Lãnh đạo
- Giám đốc: Phạm Thanh Phong
- Phó Giám đốc: Hồ Tấn Lộc

## Thời lượng phát sóng
- 01/05/2005 - 31/05/2013: 05:45 - 24:00 hàng ngày, buổi trưa tiếp sóng VTV2 (giai đoạn trước 2003 - 2005)
- 01/06/2013 - 31/12/2017; 01/07/2025 - nay: 24/24h hàng ngày.
- 01/01/2018 - 30/06/2025: 05:00 - 24:00 hàng ngày.[4]

## Phát sóng các hạ tầng
- SCTV: Kênh 93
- SCTV: DVB-T2 Hà Nội & TP.HCM
- HTVC: Kênh 116
- VTC: (Hiện tại đã ngừng phát sóng chuyển sang về tiếp kênh HTVC Thuần Việt)
- MyTV: Kênh 691
- Viettel TV: Kênh 212
- FPT Play: Kênh 129
- SDTV: Kênh 34 UHF, Kênh 12
- Truyền hình OTT: FPT Play, VieON, TV360, MyTV, CTV Online